# Endocolium costaricanum
Endocolium costaricanum är en svampart som beskrevs av Syd. 1937. Endocolium costaricanum ingår i släktet Endocolium, divisionen sporsäcksvampar och riket svampar.   Inga underarter finns listade i Catalogue of Life.